# Bayán arabo

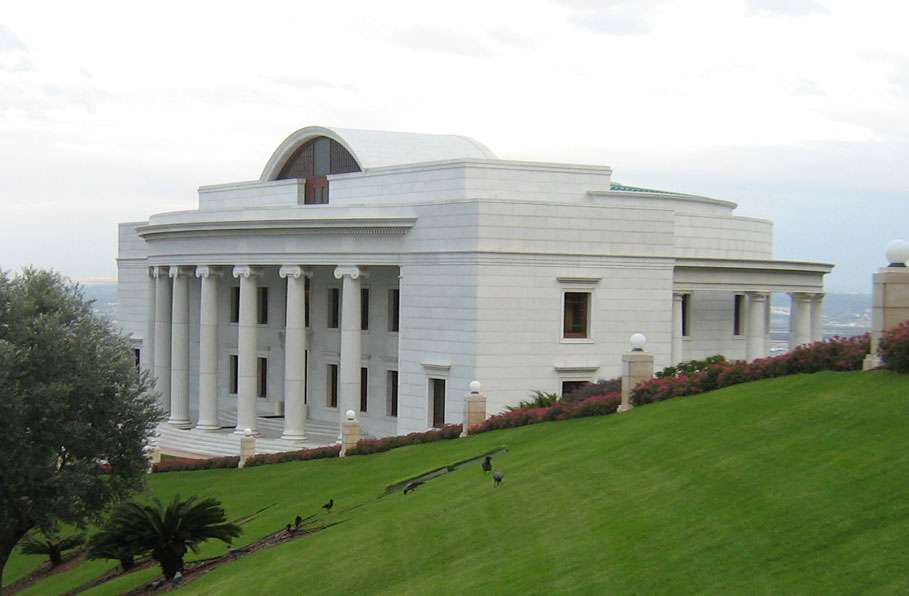
Centro insegnamento Bahai, Haifa

Il Bayán arabo assieme al Bayán persiano è uno dei testi fondamentali del Bábismo scritto dal Báb attorno al 1848.
Il Bayán arabo è un'opera incompleta contenente solo undici capitoli che contengono diciannove affermazioni, esposizioni su questioni religiose. Alcune di queste esposizioni hanno forma di dialogo.
L'opera è stata scritta dal Báb durante la sua prigionia a Maku in Persia